# Lago Rapel
Il lago Rapel è un lago artificiale del Cile.
Il lago si trova nella regione di O'Higgins, nel Cile centrale, ed è stato creato costruendo una diga sul fiume Rapel per la produzione di energia elettrica tramite la centrale elettrica Rapel.
I due fiumi principali che alimentano il lago sono il fiume Tinguiririca e il fiume Cachapoal.
La superficie del lago è di 80 km² e si trova a circa 110 m s.l.m.